# 大島弓子
大島 弓子（おおしま ゆみこ、1947年〈昭和22年〉8月31日 - ）は、日本の女性漫画家。栃木県大田原市出身。萩尾望都・山岸凉子・竹宮惠子らと共に「花の24年組」と呼ばれる一人。

## 経歴・人物
1947年（昭和22年）8月31日 、栃木県大田原市にて生まれる。栃木県立大田原女子高等学校卒業。 1968年、短期大学在学中に初めて持ち込みをした作品『ポーラの涙』が『週刊マーガレット』春休み増刊に掲載され、デビューを果たす。以降、『週刊マーガレット』や『週刊少女コミック』『別冊少女コミック』、『週刊セブンティーン』、『LaLa』『ASUKA』などで活動する。
漫画家になろうと思ったことは一度もなく、好きで描いているうちに独立した生活がそれで可能になっただけであるとのこと。学生時代は就職のことも考えており、教育実習にも行っている。実習生としては高校の男子生徒に英語を教えており、年齡の近い男子を相手にするのに苦労したという。たとえば、生徒たちは授業中は真面目であったが、帰りの電車で「先生」を連呼し、恥ずかしい思いをしている。2週間足らずの実習で英語教師の職業の妙味を会得するのは不可能で、知識としての日本語吹き替えのようなことをしたに留まり、自己嫌悪に陥り、観衆を熱狂させないエンターテイナーになりそうだったと当時のことを回想している。
猫好きでも知られる。1982年より一緒に暮らした愛猫サバが1995年10月6日に死去。その後、同じ年の冬に新たに迎えたアメリカンショートヘアにグーグーと名付け、日常を描いたエッセイ漫画『グーグーだって猫である』を発表。1997年7月にはもう1匹が仲間入りし、その後も増え続け、2007年5月時点で猫9匹、犬1匹という生活になり、1年後の2008年5月には更に増え、猫が13匹という多頭飼育となったことが同作品中で公表された。
1997年に癌を患い、同年12月に入院し手術・化学療法を受け、翌1998年7月に退院した。
2001年、24年間暮らした「吉祥寺駅徒歩5分、2DK、築33年（2001年当時）」のマンションから、「一坪ほどのささやかな庭がついた小さな一軒家」へ転居した。
2008年には漫画家デビュー40周年を迎えた。

## 作品
デビュー以降は主に『週刊マーガレット』で執筆し、1972年より『少女コミック』に活動拠点を移した。1976年当時、その理由について「『少女コミック』はジャンルの規制をせず、自由な編集方針であったこと。また「用いてはならないことば」がなかったことを挙げ、その環境が今までとは異なるテーマと形式で描くことに自らを誘発した」と語った。また、『風車』『ジョカへ…』『雨の音がきこえる』『罪と罰』の執筆には自問自答を重ね、『つぐみの森』は道徳への自戒の念に幾分かられながらの執筆となったことを明かし、結果的には自身の視野の変革がもたらされたと説明した。
1999年当時、タイトルの付け方について、予告カットとタイトルの〆切の時点では作品の内容が出来上がっていないことが多いため、どのような展開になっても対応できるものを考えて提出すると語っている。
ストーリー漫画とエッセイ漫画の両方を執筆する。1974年から1980年頃までのエッセイ漫画では、『ユーミン』『ユーミンの不可思議な世界』『ユーミンおもちゃ箱』など当時の愛称「ユーミン」を表題に用いていた。
本人が主人公として登場する作品には、長く暮らした吉祥寺から近い井の頭自然文化園が頻繁に登場する。セーラー服におさげ姿で描かれる象のはな子はここで飼育されていた。

## 受賞歴
- 第2回日本漫画家協会賞優秀賞受賞（『ミモザ館でつかまえて』1973年度）[15]
- 第3回講談社漫画賞少女部門受賞（『綿の国星』1979年度）
- 第12回手塚治虫文化賞短編賞受賞（『グーグーだって猫である』2008年）
- 2021年、文化功労者に選出[16]。

## 著作

### 作品

#### 漫画
- 1968年
  - ポーラの涙（『週刊マーガレット春休み増刊』）
  - ペールの涙（『週刊マーガレット夏休み増刊』、原題「真夜中のきせき」）
  - デイトははじめて（『週刊マーガレット増刊』）
- 1969年
  - フランツとレーニ（『週刊マーガレットお正月増刊』、原題「愛は命あるかぎり」）
  - 幸せさんふりむいて!（『週刊マーガレット』13号 - 15号）
  - 初恋よもう一度（『週刊マーガレット』36号）
  - 美花よなぜ死んだ（『週刊マーガレット』40号）
  - 命はてる日（『週刊マーガレット』47号）
  - その日まで生きたい（『週刊マーガレット』50号 - 1970年2・3合併号）
- 1970年
  - 人形の家（『週刊マーガレット』7・8合併号）
  - こちらFUJIX号全員無事（『週刊マーガレット』12号）
  - 詩子とよんでもういちど（『週刊マーガレット』16号 - 22号）
  - 男性失格（『週刊マーガレット』27号）
  - 戦争は終わった（『週刊マーガレット』33号 - 39号）
  - わたしだけの先生に（『週刊マーガレット増刊』）
  - 誕生!（『週刊マーガレット』52号 - 1971年8号）
- 1971年
  - この胸にもういちど（『週刊セブンティーン』11号）
  - せめて許して!（『週刊マーガレット』16号）
  - 生きていた過去（『週刊セブンティーン』21号）
  - 夏子の一日（『週刊マーガレット』28号）
  - 禁じられた遊び（『週刊セブンティーン』30号）
  - 別れへの招待（『週刊マーガレット』35号）
  - あしたのともだち（『別冊少女コミック』10月号）
  - あひるよ空に（『週刊マーガレット』41号）
  - パパは星になった（さよならスーパーマン）（『週刊セブンティーン』44号）
  - 遠い日のイブ（『別冊少女フレンド』12月号）
  - みち子がきた日（『週刊マーガレット』49号）
- 1972年
  - 許されざる恋人（『別冊少女コミックお正月増刊』）
  - さよならヘルムート（『週刊マーガレット』6号）
  - 3月になれば（『別冊少女コミック』3月号）
  - さくらさくら（『週刊マーガレット』13号）
  - 星にいく汽車（『週刊マーガレット』22号）
  - 鳥のように（『別冊少女コミック』5月号）
  - いちごの庭（『別冊少女フレンド』6月号）
  - わたしはネプチューン（『別冊少女コミック』7月号）
  - なごりの夏の（『別冊少女コミック』8月号）
  - 雨の音がきこえる（ラ・レッセー・イデン）（『別冊少女コミック』10・11月号）
  - 風車（『週刊少女コミックお正月増刊フラワーコミック』）
- 1973年
  - つぐみの森（『別冊少女コミック』3月号）
  - ミモザ館でつかまえて（『週刊マーガレット』12号）
  - 春休み（『別冊少女コミック春の増刊フラワーコミック4月10日号』）
  - ジョカへ…（『別冊少女コミック』4・7・9月号）
  - 花! 花! ピーピー草…花!（『週刊マーガレット』20号）
  - 野イバラ荘園（『ファニー』9月号）
  - 季節風にのって（『週刊少女コミック』37号）
- 1974年
  - ロジオン ロマーヌイチ ラスコーリニコフ -罪と罰より-（『別冊少女コミック』1月 - 3月号、原題『罪と罰』）
  - キララ星人応答せよ（『週刊マーガレット』10号）
  - なずなよなずな（『週刊少女コミック』13号 - 18号）
  - 海にいるのは…（『別冊少女コミック』7月号）
  - ほうせんか・ぱん（『別冊少女コミック』8月号）
  - 夏の夜の夢（『ティーニー』8月号）
  - ほたるの泉（『週刊少女コミック夏の増刊フラワーコミック8月28日号』）
  - ユーミン（後に「地球征服」と改題）（『週刊少女コミック』37号）
  - 銀の実を食べた（『別冊少女コミック』11月号）
- 1975年
  - わがソドムへどうぞ（『月刊セブンティーン』1月号）
  - いちご物語（『週刊少女コミック』9号 - 33号）
  - F式蘭丸（『月刊セブンティーン』8・9月号）
  - 10月はふたつある（『JOTOMO』10月号）
  - リベルテ144時間（『月刊プリンセス』12月号）
- 1976年
  - ヨハネがすき（『別冊少女コミック』1月号）
  - ユーミン（『週刊少女コミック』4・5合併号 - 14号）
  - 全て緑になる日まで（『別冊少女コミック』2月号）
  - アポストロフィーS（『JOTOMO』3月号）
  - ローズティーセレモニー（『月刊ミミ』4月号）
  - タンポポ（『月刊プリンセス』5月号）
  - おりしもそのときチャイコフスキーが（『月刊ミミ』7月号）
  - まだ宵のくち（『JOTOMO』7月号）
  - 七月七日に（『別冊少女コミック』7月号）
  - きゃべつちょうちょ（『別冊少女コミック』8月号）
  - さようなら女達
    - 第1章 フン あんたは まだ めざめてないわ（『JOTOMO』9月号）
    - 第2章 めざめかけても（『JOTOMO』10月号）
    - 第3章 修羅場（『JOTOMO』11月号）
    - 第4章 めざめることは（『JOTOMO』12月号）

  - にじゅういちめんそうとあけちたんてい（『週刊マーガレット』40号）共著：木原敏江
  - ハイネよんで（『別冊少女コミック』11月号）
- 1977年
  - いたい棘いたくない棘（『月刊ミミ』2月号）
  - 神秘のベールもいまやボロボロ…（『月刊セブンティーン』7月号）
  - バナナブレッドのプディング
    - Part1 インスタントコーヒーになる前（『月刊セブンティーン』11月号）
    - Part2 ライナスの毛布（『月刊セブンティーン』12月号）
    - Part3 ドッペルゲンガー？（『月刊セブンティーン』1978年1月号）
    - Part4 人生にスロービデオがきいたなら（『月刊セブンティーン』1978年2月号）
    - Part5 お酒の力をかりて…（『月刊セブンティーン』1978年3月号）

  - 夏のおわりのト短調（『LaLa』10月号）
  - シンジラレネーション（『月刊ミミ』11月号）
  - ページ１（「週刊少女コミック1月5日号増刊フラワーデラックス」12月号）
- 1978年
  - ヒーヒズヒム（『週刊マーガレット』8号）
  - 綿の国星
    1. 綿の国星（『LaLa』5月号）
    2. ペルシャ（『LaLa』9月号）
    3. シルク・ムーン プチ・ロード（『LaLa』1979年2月号）
    4. ミルクパン・ミルククラウン（『LaLa』1979年6月号、発表時は「番外編」）
    5. カーニバル ナイト（『LaLa』1979年9月号）
    6. ピップ・パップ・ギー（『LaLa』1980年1月号）
    7. 日曜にリンス（『LaLa』1980年2月号）
    8. 苺苺苺苺バイバイマイマイ（『LaLa』1980年5月号）
    9. 八十八夜（『LaLa』1980年7・8月号）
    10. 葡萄夜（『LaLa』1980年9月号）
    11. 毛糸弦（『LaLa』1981年2月号）
    12. 夜は瞬膜の此方（『LaLa』1981年9月号）
    13. 猫草（『LaLa』1982年1月号）
    14. かいかい（『LaLa』1982年2月号）
    15. ド・シー（『LaLa』1982年5月号）
    16. ペーパーサンド（『LaLa』1982年10月号）
    17. チャーコールグレー（『LaLa』1983年2月号）
    18. 晴れたら金の鈴（『LaLa』1983年10月号）
    19. お月様の糞（『LaLa』1984年2月号）
    20. ばら科（『LaLa』1984年4月号）
    21. ギャザー（『LaLa』1985年2月号）
    22. ねのくに（『LaLa』1986年2月号）
    23. 椿の木の下で（『LaLa』1987年3月号）

  - ユーミンおもちゃ箱（『プチコミック9月号』）
  - 草冠の姫（『別冊少女コミック』5月号）
  - パスカルの群れ（『週刊少女コミック』25号）
- 1979年
  - たそがれは逢魔の時間（『週刊少女コミック』4号）
  - 四月怪談（『ギャルズライフ』6月号）
  - 赤すいか黄すいか（『月刊セブンティーン』11月号）
  - いまごろなぜか真夜中のカレーライスパーティー（『プチコミック』12月号）合作：青池保子・おおやちき
- 1980年
  - はえかぶり姫（『プチコミック』4月増刊）合作：樹村みのり・青池保子・おおやちき
  - 雛菊物語（『ギャルズライフ』4月号）
- 1981年
  - 雪の日のすごし方（『グレープフルーツ』第2号）
  - ミルク・ラプソディI（『上製本 綿の国星』に書き下ろし）
  - ミルク・ラプソディII（『LaLa』4月号）
  - 裏庭の柵をこえて（『LaLa』10・11月号）
- 1982年
  - 桜時間（『プチフラワー』7月号）
  - 密造アップルサイダー（『別冊LaLa』SUMMER号）- 単行本未収録
- 1983年
  - 金髪の草原（『ぶ〜け』1月号）
  - 夢虫・未草（『デュオ』7月号）
- 1984年
  - 水枕羽枕（『プチフラワー』1月号）
  - あまのかぐやま（『LaLa』7月号）
  - 快速帆船（『デュオ』7月号）
  - サマタイム（『別冊LaLa』9月号）
- 1985年
  - ノン・レガート（『デュオ』3月号）
  - ダリアの帯（『ぶ〜け』8月号）
  - 乱切りにんじん（『LaLa』9月号）
- 1986年
  - いちょうの実（『コミックトム』3月号、原作：宮沢賢治）
  - ジギタリス（『ぶ〜け』7月号）
- 1987年
  - 秋日子かく語りき（『ASUKA』1月号）
  - ロングロングケーキ（『ASUKA』6月号）
  - 庭はみどり川はブルー（『ぶ〜け』8月号）
  - 水の中のティッシュペーパー（『ASUKA』10月号）
- 1988年
  - 山羊の羊の駱駝の（『ASUKA』1月号）
  - つるばらつるばら（『ASUKA』4月号）
  - 夏の夜の獏（『ASUKA』7月号）
- 1989年
  - ダイエット（『ASUKA』1月号）
  - 毎日が夏休み（『ASUKA』7月号）
- 1990年
  - 恋はニュートンのリンゴ（『ASUKA』5月号）
- 1993年
  - ジィジィ（『ASUKA』7月号）
  - 青い 固い 渋い（『ヤングロゼ』12月号）
- 1994年
  - ロスト ハウス（『ヤングロゼ』4月号）
  - 8月に生まれる子供（『ヤングロゼ』7月号）
  - クレージーガーデン
    - クレージーガーデン PARTⅠ（『ヤングロゼ』11月号）
    - クレージーガーデン PARTⅡ（『ヤングロゼ』1995年2月号）
- 1995年
  - 雑草物語（『ヤングロゼ』5・6月号）
  - クリスマスの奇跡（『ヤングロゼ』12月号）

#### コミックエッセイ
- ユーミンおもちゃ箱（『プチコミック』1979年5月号より11回連載）
- エッセイ（『デュオ』1981年9月号 - 12月号）
- わたしの〆切あとさきLIFE（1983年『デュオ別冊大島弓子の世界』）
- サバシリーズ
  - サヴァビアン（1985年『別冊LaLa』3月号）
  - 月の大通り（1988年『ASUKA』10月号）
  - アンブラッセ（1989年『ASUKA』4月号）
  - サバの秋の夜長（1989年『ASUKA』11月号）
  - わたしの屋根に雪つもりつ（1990年『ASUKA』2月号）
  - サバタイム（『ヤングロゼ』1990年2月号 - 1991年1月号）
  - サバの夏が来た（1990年『ASUKA』8月号）
  - すばらしき昼食（1991年『ASUKA』6月号）
  - 大きな耳と長いしっぽ（1992年『ASUKA』5月号）
  - サバの天国と地獄（1992年『ASUKA』8月号）
- 春ですこと（1988年『LaLa特別編集 Short Stories '88 SPRING』）
- ダージリング（『ヤングロゼ』1996年6月号 - 10月号）
- グーグーだって猫である（『ヤングロゼ』1996年11月号 - 1997年8月号、『本の旅人』1997年10月号 - 2011年6月号）
- 人生の大晦日（1999年『文藝春秋』10月号）
- オオシマさんちのもうひとつの猫日記（2000年『コミッカーズ』）
- ねこギンザ（2002年『BE・LOVE』No.6）
- わたしのグータラ日記（『SPUR』2011年6月号 - ）
- キャットニップ（『きらら』2012年1月号 - ）

#### イラストストーリー
- ディーゼルカー（1978年『リリカ』24号）
- ページワン（『週刊少女コミック増刊 フラワーデラックス』1978年1月5日号）『大島弓子選集』第7巻に収録
- 綿の国星 番外編 ミルク・ラプソディ（1979年?）白泉社『綿の国星』上製本、朝日ソノラマ『デュオ別冊 大島弓子の世界』に収録
- 綿の国星 番外編 ミルク・ラプソディII（1981年『LaLa』7月号）　朝日ソノラマ『デュオ別冊 大島弓子の世界』に収録
- ちびねこ（1994年『おひさま』4月号、1995年4 - 8月号、1996年8月号 - ）大島弓子 白泉社文庫セレクションで文庫化
- 森のなかの1羽と3匹（1994年『MOE』10月号、1995年10月号、1996年7・10月号）
- コウモリ（1998年『MOE』1月号）

#### 小説
- うしろの三人組（初出『小説怪物』1979年5月号、自伝短編小説）『大島弓子が選んだ大島弓子選集』第2巻に収録
- 近未来オリンピック（短編小説）『大島弓子が選んだ大島弓子選集』第1巻に収録

#### 挿画
- 新川和江編『若き日の詩集』（1976年、表紙イラスト）
- 赤川次郎『ふたり』（1989年、表紙イラスト）
- 長嶋有『ジャージの二人』（2003年、表紙イラスト）

### 書籍

#### 選集
- 『大島弓子名作集』朝日ソノラマ、1977年
  - 収録作品：ミモザ館でつかまえて／ジョカへ…／海にいるのは…／ほたるの泉／夏の夜の夢／キララ星人応答せよ／花!花!ピーピー草…花!／ほうせんか・ぱん／野イバラ荘園／ユーミン／全て緑になる日まで
- 『大島弓子名作集 part2 パスカルの群』朝日ソノラマ、1979年
  - 収録作品：パスカルの群れ／ヒー・ヒズ・ヒム／10月はふたつある／夏のおわりのト短調／バナナブレッドのプディング
- 『大島弓子傑作選　草冠の姫』サンリオ、1978年
  - 収録作品：草冠の姫／まだ宵のくち／ハイネよんで／いたい棘いたくない棘／わたしはネプチューン／風車／リベルテ144時間
- 『大島弓子選集』全16巻　朝日ソノラマ、1985年 - 1995年
- 『雨の音がきこえる―大島弓子短編集1 』小学館・小学館叢書、1988年
  - 収録作品：雨の音がきこえる／風車／つぐみの森／春休み／ジョカへ…／海にいるのは…／ほうせんか・ぱん／解説：高取英
- 『たそがれは逢魔の時間―大島弓子短編集2』小学館・小学館叢書、1989年 
  - 収録作品：ほたるの泉／全て緑になる日まで／アポストロフィーS／七月七日に／草冠の姫／パスカルの群れ／たそがれは逢魔の時間／水枕羽枕／解説：村上知彦
- 『大島弓子 白泉社文庫セレクション』白泉社・白泉社文庫、1994年 - 2011年
- 『大島弓子セレクション セブンストーリーズ』角川グループパブリッシング、2008年8月29日。ISBN 9784048542562
  - 収録作品：ダイエット／綿の国星（第1話）／四月怪談／バナナブレッドのプディング／金髪の草原／夢虫・未草／8月に生まれる子供
  - 2008年公開の実写映画版『グーグーだって猫である』公開に合わせ、劇中に登場する作品7編を収録して刊行[17]。装丁は羽良多平吉[17]。A5判で576ページと厚い本になっている[17]。
- 『大島弓子が選んだ大島弓子選集』全7巻　メディアファクトリー・MFコミックス、2008年 - 2009年

#### コミックス・単行本
- 『ジョカへ……』小学館・フラワーコミックス　1975年
- 『誕生!』朝日ソノラマ・サンコミックス　1975年
- 『野イバラ荘園』朝日ソノラマ・サンコミックス　1975年
- 『ポーラの涙ペールの涙』朝日ソノラマ・サンコミックス　1975年
- 『ミモザ館でつかまえて』朝日ソノラマ・サンコミックス　1975年
- 『雨の音がきこえる』小学館文庫、1976年
- 『鳥のように』小学館文庫、1976年
- 『F式蘭丸』朝日ソノラマ・サンコミックス、1976年
- 『ロジオン ロマーヌィチ ラスコーリニコフ』（「罪と罰」改題）朝日ソノラマ・サンコミックス、1976年
- 『いちご物語』朝日ソノラマ・サンコミックス、1977年
- 『銀の実をたべた?』小学館文庫、1977年
- 『さようなら女達』小学館・フラワーコミックス、1977年
- 『星にいく汽車』集英社漫画文庫、1977年
- 『綿の国星』全7巻　白泉社、1978年 - 1986年
- 『海にいるのは…』小学館文庫、1978年
- 『バナナブレッドのプディング』集英社、1979年（のち小学館文庫）
- 『キララ星人応答せよ』1979　小学館文庫
- 『四月怪談』主婦の友社・GLコミックス、1981年（のち朝日ソノラマ・サンコミックス・ストロベリーシリーズ）
- 『シンジラレネーション』朝日ソノラマ・サンコミックス、1982年
- 『リベルテ144時間』朝日ソノラマ・サンコミックス・ストロベリーシリーズ、1982年
- 『草冠の姫』朝日ソノラマ・サンコミックス・ストロベリーシリーズ、1982年
- 『水枕羽枕』朝日ソノラマ・サンコミックス・ストロベリーシリーズ、1984年
- 『秋日子かく語りき』角川書店・あすかコミックス、1988年
- 『つるばらつるばら』角川書店・あすかコミックス、1988年
- 『ダイエット』角川書店・あすかコミックス、1989年
- 『毎日が夏休み』角川書店・あすかコミックス、1990年
- 『サバタイム』角川書店、1991年
- 『すばらしき昼食』角川書店・あすかコミックス、1991年
- 『大きな耳と長いしっぽ』角川書店・あすかコミックス、1993々
- 『ちびねこ』小学館、1995年
- 『ロストハウス』角川書店、1995年
- 『雑草物語』角川書店、1999年
- 『金髪の草原』朝日ソノラマ、2000年（映画化にあたり単行本化）
- 『グーグーだって猫である』全6巻、角川書店、2000年 - 2011年（のち角川文庫）
- 『秋日子かく語りき』角川書店　2003 - 『月刊カドカワ』掲載のインタビューなどを収録。

#### 絵本・画集
- 『小幻想』白泉社・チェリッシュブック、1977年
- 『9月の情景』小学館・メルヘンリーフ、1977年
- 『大島弓子 ロマンと叙情イラスト傑作集』小学館、1978年
- 『万葉のうた』小学館、1978年
- 『ディーゼルカー』白泉社、1979年
  - 『ディーゼルカー』飛鳥新社、2012年（江藤千恵子監修）
- 『大島弓子の世界』徳間書店『テレビランド』増刊、1978年
- 『大島弓子 自選複製原画集 「綿の国星」を中心にして』白泉社・チェリッシュギャラリー、1979年
- 『すいーん星旅行記 Green Trip in Summer』徳間書店、1980年（描き下ろし絵本）
- 『大島弓子』朝日ソノラマ・トップレディカラーシリーズ、1980年
- 『綿の国星 昼の夢 夜の夢』白泉社、1980年（綿の国星の絵本）
- 『綿の国星ケーキの本』白泉社・ヒロインブック、1981年（共著：今田美奈子）
  - 『綿の国星ケーキの本 チビ猫のお菓子ランド』復刊ドットコム、2014年（共著：今田美奈子）
- 『night green 大島弓子詩画集』角川書店・角川ルビー文庫、1994年
- 『ちびねこ』小学館・おひさまのほん（絵本）1995年
  - 『ちびねこ絵本』白泉社・白泉社文庫、2010年（大島弓子 白泉社文庫セレクション）
  - 『ちびねこ絵本 くりまん』白泉社・白泉社文庫、2011年（大島弓子 白泉社文庫セレクション）
- 『森のなかの1羽と3匹』白泉社、1996年

### 音楽作品
- イメージアルバム『綿の国星』
  - 『綿の国星』のイメージアルバム。大島が作詞とアルバムジャケットのイラストを担当。ムーンライダーズが作曲と演奏、松尾清憲がボーカルを担当。1980年にLPで発売、1999年にCD化。
  - なお、1984年のアニメ映画化にあたり、テーマ曲を作曲・演奏したリチャード・クレイダーマンによるサウンドトラックアルバム『綿の国星』が発売されたが、こちらはジャケットもクレイダーマンの写真であり、大島は制作には直接関与していない。このサウンドトラック盤ものちにCD化されている。「綿の国星#アニメーション映画」も参照。

## 作品提供

### 映画
- 赤すいか黄すいか（1982年）
  - 監督：犬童一心／出演：山本裕子、富士秀也、毛利治子
- 綿の国星（1984年）
  - 監督：辻伸一／出演：冨永みーな、野沢那智、島田敏、羽佐間道夫、上田みゆき
  - 虫プロダクションによるアニメーション映画。大島は脚本に参加した[18]ほか、挿入歌『鳥は鳥に』の歌詞を谷山浩子と共作した[19]。
- 四月怪談（1988年）
  - 監督：小中和哉／出演：中嶋朋子、柳葉敏郎、角田英介、原彩子、新井昌和
- 毎日が夏休み（1994年）
  - 監督：金子修介／出演：佐伯日菜子、佐野史郎、高橋ひとみ、益岡徹、黒田福美
- 金髪の草原（1999年）
  - 監督：犬童一心／出演：伊勢谷友介、池脇千鶴、松尾政寿、唯野未歩子、加藤武
- グーグーだって猫である（2008年）
  - 監督：犬童一心／出演：小泉今日子、上野樹里、加瀬亮、松原智恵子

### テレビドラマ
- 世にも奇妙な物語『バカばっかりだ！』（1991年 フジテレビ、原作：「夏の夜の獏」)
  - 脚本：信本敬子／出演：佐野史郎、柳家小さん、ベンガル
- パスカルの群（1992年 関西テレビ）
  - 監督：島田元／出演：根津俊介、中村通代、浅見誠、井上博一、三浦保子
- 幽霊女子高生（1994年、テレビ朝日、原作：「秋日子かく語りき」）
  - 監督：今関あきよし、脚本：清本由紀／出演： 小田茜 、松尾嘉代、岡田秀樹、天本英世、斉木しげる、小倉久寛、中上雅巳
- ちょっと待って、神様（2004年 NHK、原作：「秋日子かく語りき」）
  - 脚本：浅野妙子／出演：泉ピン子、宮崎あおい、京本政樹、津嘉山正種、塚本高史、安達祐実、裕木奈江、勝地涼
- グーグーだって猫である（2014年 WOWOW）
  - 監督：犬童一心／出演：宮沢りえ、長塚圭史、黒木華
- グーグーだって猫である2 -good good the fortune cat-（2016年 WOWOW）
  - 監督：犬童一心／出演：宮沢りえ、長塚圭史、前田敦子

### ラジオドラマ
- たそがれは逢魔の時間（1986年、FM愛知）

## ゆかりのある著名人
- おおやちき - 元漫画家・イラストレーター。1978年に、大島のイラスト集に友人としてメッセージとイラストを寄せている[20]。また、大島のアシスタントをしたこともある[21]。
- 真崎守 - 漫画家。1978年に大島のイラスト集に大島作品についての評論を寄せている[22]。また、1979年の『ぱふ』の大島特集の企画では大島と筆談を行った[23]。
- 脇明子 - 英国ファンタジー研究者・翻訳家。1978年に「愛しのユーミン様へ」という企画で大島と手紙を交わした[24]。
- 橋本治 - 1979年の著書『花咲く乙女たちのキンピラゴボウ』の中の「ハッピィエンドの女王ー大島弓子論」で彼女の作品を詳細に論じている[25]。
- 穂村弘 - 歌人。歌集の帯へ載せる推薦コメントを書いてもらうために大島の家を探し歩いたエピソードを自著に記している[26]。実際に大島は穂村の歌集『シンジケート』（1989年）の帯文を書いた。
- 岡崎京子 - 漫画家。1994年に、自身の作品で大島の作品の一部をオマージュした。[27]
- よしもとばなな - 小説家。2001年、自身の公式サイトの日記で、大島を自らの精神の血と肉を作った人々のひとりであると記した[28]。
- 犬童一心 - 映画監督。2005年、大島の中編作品『つるばらつるばら』が映画『メゾン・ド・ヒミコ』の出発点であったと語った。[29]